# Leinier Domínguez
Leinier Domínguez Pérez (* 23. September 1983 in Havanna) ist ein kubanisch/US-amerikanischer Schachgroßmeister, der seit Dezember 2018 für die Vereinigten Staaten spielberechtigt ist.

## Werdegang
Domínguez, der bereits als begabter Jugendlicher zahlreiche Erfolge in nationalen und internationalen Jugendturnieren verbuchte, wurde 1999 Dritter bei der Kubanischen (Senioren-)Meisterschaft. Im selben Jahr wurde er Zweiter in Santa Clara und verbuchte seine erste Norm für den Großmeister-Titel.
2000 wurde er Zweiter bei der Landesmeisterschaft und gewann das Zonenturnier der FIDE in Valencia. Im selben Jahr debütierte er in der Nationalmannschaft auf der Schacholympiade in Istanbul (+5 =3 −2) und wurde Großmeister. 2002 gewann er erstmals die Kubanische Meisterschaft und siegte gemeinsam mit Lázaro Bruzón in Esbjerg. 2003 gewann er das Zonenturnier in Guayaquil und qualifizierte sich für die FIDE-WM 2004 in Tripolis. Hier setzte er sich ins Rampenlicht, als es ihm gelang, bis ins Viertelfinale zu kommen. Er schied gegen Teymur Rəcəbov erst nach zähem Kampf durch ein Remis in der letzten Blitzpartie, die er gemäß Reglement mit Weiß hätte gewinnen müssen, aus. In den vorherigen Runden setzte er sich gegen Spitzenspieler wie Vladislav Tkachiev und Alexei Drejew durch.
Kurz vor dieser Weltmeisterschaft gewann er das angesehene Capablanca-Memorial in Havanna. Auf der Schacholympiade in Calvià im gleichen Jahr spielte er am ersten Brett für Kuba und erzielte ein sehr gutes Resultat (+5 =5 −1). Bei der Kubanischen Meisterschaft 2005, die nach K.-o.-System ausgetragen wurde, verlor er im Finale gegen Lázaro Bruzón und wurde Vize-Meister. Ein Jahr darauf nahm er Revanche und schlug Bruzón im Finale mit 4,5-3,5, womit er den Titel nach 2002 zum zweiten Mal gewann. Im Oktober 2006 gewann er ein Turnier in Barcelona mit 8 Punkten aus neun Partien, vor Wassyl Iwantschuk. Im Mai 2008 gewann er das 43. Capablanca-Memorial in Havanna, im November in Almaty die Weltmeisterschaft im Blitzschach.
2013 gewann er das in Thessaloniki ausgetragene vierte Turnier des FIDE Grand Prix 2012–2013 mit 8 Punkten aus elf Partien (+6 =4 −1). 2019 gewann Domínguez die Dortmunder Schachtage mit 4½ Punkten aus sieben Partien.
Domínguez qualifizierte sich fünfmal für den Schach-Weltpokal (2007, 2009, 2011, 2013 und 2015). Am erfolgreichsten war er 2011, als er das Achtelfinale erreichte, dort jedoch an Judit Polgár scheiterte.

## Nationalmannschaft
Domínguez nahm von 2000 bis 2016 an allen Schacholympiaden teil, wobei er bei der Schacholympiade 2016 in der Einzelwertung den zweiten Platz am Spitzenbrett erreichte. Außerdem nahm Domínguez an den Mannschaftsweltmeisterschaften 2001, 2005 und 2015 teil und erreichte gleichzeitig 2015 in der Einzelwertung den dritten Platz am Spitzenbrett. Ferner gewann er mit der kubanischen Mannschaft die panamerikanischen Mannschaftsmeisterschaften 2000 und 2003 und erreichte 2009 und 2013 jeweils den zweiten Platz; in der Einzelwertung siegte er 2000 am Reservebrett und 2013 am Spitzenbrett.

## Vereine
In der russischen Mannschaftsmeisterschaft spielt Domínguez seit 2012 für die Schachföderation Sankt Petersburg, mit der er 2013 und 2016 russischer Mannschaftsmeister wurde. Er nahm mit dieser auch an den European Club Cups 2012 bis 2016 teil, dabei erreichte er mit der Mannschaft 2012 und 2016 den zweiten, 2015 den dritten Platz, in der Einzelwertung 2015 den dritten Platz am zweiten Brett.
In der spanischen Mannschaftsmeisterschaft spielte Domínguez 2002 für den Meister CA Tiendas UPI Mancha Real, 2008 für den SCC Sabadell sowie von 2011 bis 2013 und erneut seit 2015 für Sestao XT, mit denen er 2012, 2013 und 2016 Meister wurde.

## Partiebeispiel
|   | a | b | c | d | e | f | g | h |   |
| 8 |   |   |   |   |   |   |   |   | 8 |
| 7 |   |   |   |   |   |   |   |   | 7 |
| 6 |   |   |   |   |   |   |   |   | 6 |
| 5 |   |   |   |   |   |   |   |   | 5 |
| 4 |   |   |   |   |   |   |   |   | 4 |
| 3 |   |   |   |   |   |   |   |   | 3 |
| 2 |   |   |   |   |   |   |   |   | 2 |
| 1 |   |   |   |   |   |   |   |   | 1 |
|   | a | b | c | d | e | f | g | h |   |

Domínguez’ Gewinnpartie gegen Alexander Morosewitsch aus dem Corus-Schachturnier in Wijk aan Zee 2009 wurde als beste aus Band 105 des Schachinformator gewählt und erhielt auch den Preis für die beste Eröffnungsneuerung.
Domínguez–Morosewitsch 1:0
Wijk aan Zee, 22. Januar 2009
Sizilianische Verteidigung (Najdorf-Variante), B90
1. e4 c5 2. Sf3 d6 3. d4 cxd4 4. Sxd4 Sf6 5. Sc3 a6 6. Le3 e5 7. Sb3 Le6 8. Dd2 Sbd7 9. f3 b5 10. 0–0–0 Tc8 11. g4 Sb6 12. g5 b4 13. Sa4! Dies war die Neuerung. Sxe4 14. fxe4 Sxa4 15. Dxb4 Dc7 16. Td2 Ld7 17. Da5 Dc6 18. Lxa6 Tb8 19. Td5 Le7 20. La7 Ta8 21. Lb5 Db7 22. Dxa4 Txa7 23. Sa5 Dc7 24. Thd1 Lxb5 25. Dxb5+ Kf8 26. Kb1 g6 27. Sc4 Tb7 28. Da4 Db8 29. b3 Ta7 30. Dc6 Tc7 31. Tb5 Da7 32. Dd5 Df2 33. Dd2 Df3 34. Sxd6 Lxg5 35. Sf5 Tc8 36. Tb8 1:0